# L'Étoile d'Alger (film)
Pour plus de détails, voir Fiche technique et Distribution.
L'Étoile d'Alger est film algérien réalisé par Rachid Benhadj et sorti en 2016. 

## Synopsis
L'histoire parle d'un jeune musicien, Moussa, qui a pour rêve de devenir le Michael Jackson d’Alger mais il va être confronté à une vision dévoyée de l’islam, désormais contrôlée par des forces brutales qui vont lui interdire de chanter’’’.

## Fiche technique
- Titre : L'Étoile d'Alger
- Réalisation : Rachid Benhadj
- Scénario : Rachid Benhadj et Aziz Chouaki, d'après son roman[6]
- Photographie : Shemch Eddine Touzene
- Son : Mohammad Ziouani
- Montage : Leila Artese
- Musique : Sai Bouchellouche
- Production : Agence algérienne pour le rayonnement culturel - Fonds de développement de l'art, de la technique et de l'industrie cinématographiques - Nour Films
- Pays de production :  Algérie
- Durée : 102 minutes
- Date de sortie : France - 23 octobre 2016[7]

## Distribution
- Chérif Azrou
- Sofia Nouacer
- Abdelbaset Benkhalfa
- Hacene Karkeche
- Arslane Lerari
- Zahir Bouzerar
- Nadjia Larif
- Hakim Traidia
- Slimane Horo
- Azzedine Bouchemal
- Merouane Zmirli

## Distinction
- Prix jeune public des activités sociales de l'énergie au Festival du cinéma méditerranéen de Montpellier 2016[8]